# دونالد إدوارد لان
دونالد إدوارد لان (بالإنجليزية: Donald Edward Lane)‏ هو قاضي أمريكي، ولد في 10 يونيو 1909 في تشيفي تشايس ‏ في الولايات المتحدة، وتوفي في 30 مايو 1979 في واشنطن العاصمة في الولايات المتحدة.